# Bastiania exilis
Bastiania exilis is een rondwormensoort uit de familie van de Bastianiidae. De wetenschappelijke naam van de soort is voor het eerst geldig gepubliceerd in 1914 door Cobb.